# Strut of Kings
Strut of Kings is het 40e studioalbum van de Amerikaanse indierockband Guided by Voices. Het album werd uitgebracht op 28 juni 2024. Travis Harrison verzorgde de productie.

## Achtergrond
Op 16 april 2024 kondigde de band het album aan. Sinds de heroprichting van Guided by Voices in 2016 werden er elk jaar meerdere albums uitgebracht. Echter, Strut of Kings werd gepresenteerd als het enige album van 2024. In een interview met Stereogum legde frontman Robert Pollard uit dat hij de fans gelegenheid wilde geven om het album te laten bezinken. Nog voordat Strut of Kings uitkwam, maakte de band al aanstalten om een nieuw album op te nemen. Op 22 november werd de opvolger Universe Room aangekondigd die op 7 februari 2025 werd uitgebracht.

## Thema
Het album behandelt onderwerpen als koninkrijken, geschiedenis en mythologie. De eerste single, "Serene King", verscheen direct met de aankondiging van het album, op 16 april 2024. De band koos voor dit nummer als eerste single omdat de leden er trots op waren. De melodie die onder het eerste couplet gezet is, is afkomstig van een oude chant uit het American football.

## Ontvangst
Het album werd positief ontvangen. Mark Deming van AllMusic schreef dat frontman Robert Pollard sinds de heroprichting van de band in 2017 meer gebruik is gaan maken van de mogelijkheden die opnamestudio's bieden; dit in tegenstelling tot de viersporenopnames in een garage waar de band in zijn vroege jaren mee werkte. De bezetting van de band ondersteunt Pollard in rijkere muziek die richting progressieve rock beweegt. Deming benoemde de afwisselende stijlen, die Arun Starkey van Far Out motiveerden om het album eclectisch te noemen.
Daniel Sylvester van Exclaim! struikelde juist over de wisselende stijlen en miste een focus. Daarnaast had hij moeite met de lengte van de nummers. Guided by Voices staat bekend om korte nummers. Echter, zeven van de elf nummers op Strut of Kings duren langer dan drie minuten. Volgens Sylvester zorgt dit voor onnodige vulling.

## Tracklist
| Nr. | Titel                       | Duur |
| --- | --------------------------- | ---- |
| 1.  | Show Me the Castle          | 4:25 |
| 2.  | Dear Onion                  | 1:47 |
| 3.  | This Will Go On             | 2:09 |
| 4.  | Fictional Environment Dream | 3:55 |
| 5.  | Olympus Cock in Radiana     | 2:50 |
| 6.  | Leaving Umbrella            | 3:36 |
| 7.  | Cavemen Running Naked       | 2:22 |
| 8.  | Timing Voice                | 3:32 |
| 9.  | Bit of a Crunch             | 4:42 |
| 10. | Serene King                 | 3:14 |
| 11. | Bicycle Garden              | 3:07 |

## Personeel
- Robert Pollard, zang
- Doug Gillard, gitaar
- Bobby Bare jr., gitaar
- Mark Shue, bas
- Kevin March, drums
- Travis Harrison, productie

- MusicBrainz release group: 6038ca67-9189-4dd4-9570-10e5afbff96f